# Noa Pothoven
Noa Pothoven (* 8. Dezember 2001 in Arnhem; † 2. Juni 2019 ebenda) war eine niederländische Aktivistin und Autorin. Sie setzte sich für bessere Bedingungen für psychisch erkrankte Jugendliche und mehr Aufklärung zu diesem Thema ein. Ihr Tod mit nur 17 Jahren führte zu einem internationalen Aufschrei, da einige, vor allem ausländische Medien fälschlicherweise berichteten, dass ihr Sterben durch aktive Euthanasie herbeigeführt worden sei. Ende 2018 hatte Pothoven öffentlich ihren Wunsch zu sterben geäußert und auch einen Antrag auf Genehmigung von Euthanasie in ihrem Fall gestellt. Tatsächlich starb sie daran, dass sie im Einvernehmen mit ihrer Familie das Essen und Trinken einstellte. Noa litt an einer posttraumatischen Belastungsstörung und Essstörungen, die durch mehrere Sexualstraftaten und eine Vergewaltigung hervorgerufen worden waren.

## Leben und Aktivismus
Noa Pothoven wurde 2001 in Arnhem geboren. Sie hatte zwei jüngere Geschwister. Bekanntheit erlangte sie durch ihre Autobiographie Winnen of leren („Gewinnen oder Lernen“), welche veröffentlicht wurde, als sie 16 Jahre alt war. Darin kritisiert sie, wie mit psychischen Krankheiten von Jugendlichen in ihrem Land umgegangen werde. Für das Buch erhielt sie einen Preis (BoekGoud) vom Boekscout-Verlag und erlangte hohe Bekanntheit. Die Veröffentlichung führte auch dazu, dass das niederländische Parlament über Prozedere in der Behandlung von psychisch kranken Jugendlichen in den Niederlanden diskutierte. Pothoven schrieb unter anderem in ihrer Biographie: „Wenn man eine Gefahr für sich selbst oder andere sein könnte und gegen seinen Willen eingewiesen werden soll, entscheidet das Jugendgericht darüber. Als Minderjähriger bekommt man einen Anwalt gestellt, der einen vertritt. Die Verhandlungen haben bei mir einen großen Eindruck hinterlassen. Ich saß dort wie eine Kriminelle, obwohl ich nie auch nur ein Stück Schokolade geklaut hatte. Meiner Meinung nach sollten depressive Jugendliche keinen Gerichtsprozess durchstehen müssen.“
Im Dezember 2018 veröffentlichte die Zeitung De Gelderlander ein Interview mit Pothoven und ihrer Familie über ihre Autobiographie und ihren Wunsch nach Euthanasie. In dem Interview sprach Noa über ihren Kampf mit einer post-traumatischen Belastungsstörung (PTBS), hervorgerufen durch mehrere Sexualstraftaten und eine Vergewaltigung. Außerdem sprach sie über ihre Anorexie, selbstverletzendes Verhalten und wie sie immer wieder sehr lange auf psychische Behandlung warten musste. Sie sagte auch, dass sie enttäuscht darüber war, dass ihrem Wunsch nach Euthanasie nicht stattgegeben wurde, obwohl sie schon zwanzigmal nach Selbstmordversuchen ins Krankenhaus eingewiesen wurde. Sie hatte in einer End-of-Life Klinik in Den Haag um Sterbehilfe gebeten, war aber auf Grund ihres Alters abgewiesen worden. In ihrem Buch beschrieb sie, dass sie im Alter von 11 Jahren auf einer Schulparty Opfer einer Sexualstraftat wurde und später als Teenager noch einmal auf einer anderen Party. Sie schrieb ebenfalls, dass sie im Elderveld-Bezirk von Arnhem von zwei Männern vergewaltigt wurde, als sie 14 Jahre alt war. Sie schämte sich zu sehr für die Vorfälle, als dass sie ihrer Familie davon erzählte. Diese erfuhr davon nur über Abschiedsbriefe, die sie hinterlassen hatte. Pothoven zeigte die Straftaten nie an.
Im März 2019 sagte Pothoven gegenüber der niederländischen Vice, dass sie ihre Autobiographie während ihrer Krankenhausaufenthalte geschrieben habe. Sie habe „zwei bis drei Monate in der Isolationszelle vom Abend über die Nacht bis zum Morgen daran geschrieben“. Dabei habe sie ein reißfestes Kleid getragen, damit sie sich mit dem Stoff nicht erhängen konnte und war unter ständiger Videoüberwachung. Pothoven sagte, dass sie ihre Autobiographie erst als ein Tagebuch angefangen habe, aber dass sie es später veröffentlichen wollte, um das Tabu von psychischen Krankheiten bei Jugendlichen zu brechen.
Im April 2019, einen Monat bevor sie verstarb, schrieb Pothoven einen Artikel und ein Gedicht für die Webseite der Hogeschool Leiden (Fachhochschule von Leiden), um Aufmerksamkeit für das Thema von psychischen Krankheiten bei Jugendlichen zu erreichen. Noa schrieb dort, dass sie unter komplexer post-traumatischer Belastungsstörung, Anorexie, Depressionen, Zwangsstörungen, selbstverletzendem Verhalten und einer Psychose litt. In ihren Therapien seien zwar die Symptome wie Depression, Anorexie oder selbstverletzendes Verhalten, nicht aber „das wirkliche Problem“, die PTBS, behandelt worden. Sie bat um bessere Versorgung im Bereich der psychischen Gesundheit und prangerte an, dass die Wartezeiten für Behandlungen „bizarr“ seien und stark verkürzt werden sollten.

## Tod und mediale Reaktionen
Im Mai 2019 hörte Pothoven auf zu essen und zu trinken. 2018 war sie in ein künstliches Koma versetzt worden, damit Ärzte sie über eine Ernährungssonde zwangsernähren konnten. Im Mai 2019 gab Pothovens Familie jedoch ihrem Wunsch statt, die Sonde zu entfernen, und die Ärzte gingen zu einer palliativen Versorgung über. Am 30. Mai 2019 erschien ihr letzter Instagram-Post, in dem sie schrieb: „Nach Jahren des Kampfes bin ich erschöpft. Ich habe vor einer Weile aufgehört zu essen und zu trinken. Und nach vielen Diskussionen und Beurteilungen hat man sich dazu entschlossen, mich gehen zu lassen, weil mein Leiden unerträglich ist.“ Am 2. Juni 2019 bestätigte Pothovens Schwester ihren Tod im Alter von 17 Jahren. Ihre letzten Tage verbrachte Pothoven auf einem Krankenbett im Wohnzimmer ihrer Familie und verabschiedete sich von Freunden und Familie.
Viele ausländische Medien berichteten, dass ihr Tod durch Sterbehilfe nach dem niederländischen Euthanasiegesetz Toetsing levensbeëindiging op verzoek en hulp bij zelfdoding hervorgerufen worden sei. Einige berichteten sogar, dass sie eine tödliche Injektion erhalten habe. Reaktionen auf die falsche Berichterstattung zum Thema Sterbehilfe und Euthanasie kamen sogar von Papst Franziskus.
Journalisten aus vielen Ländern versuchten Pothovens Familie zu sprechen. Die Familie äußerte gegenüber niederländischen Medien Bedauern über falsche Berichte im Ausland, dass es sich bei Noas Tod um Sterbehilfe gehandelt habe. Sie hofften, dass „ihre Geschichte einen höheren Sinn haben wird und dass die Versorgung von psychisch kranken Jugendlichen in der Niederlanden jetzt verbessert werden wird“. Später korrigierten einige Medien ihre Berichte über Pothoven.

## Veröffentlichungen
- Winnen of leren, 2018, ISBN 978-94-0224-823-4.